# Vyhlášení republiky v Písku

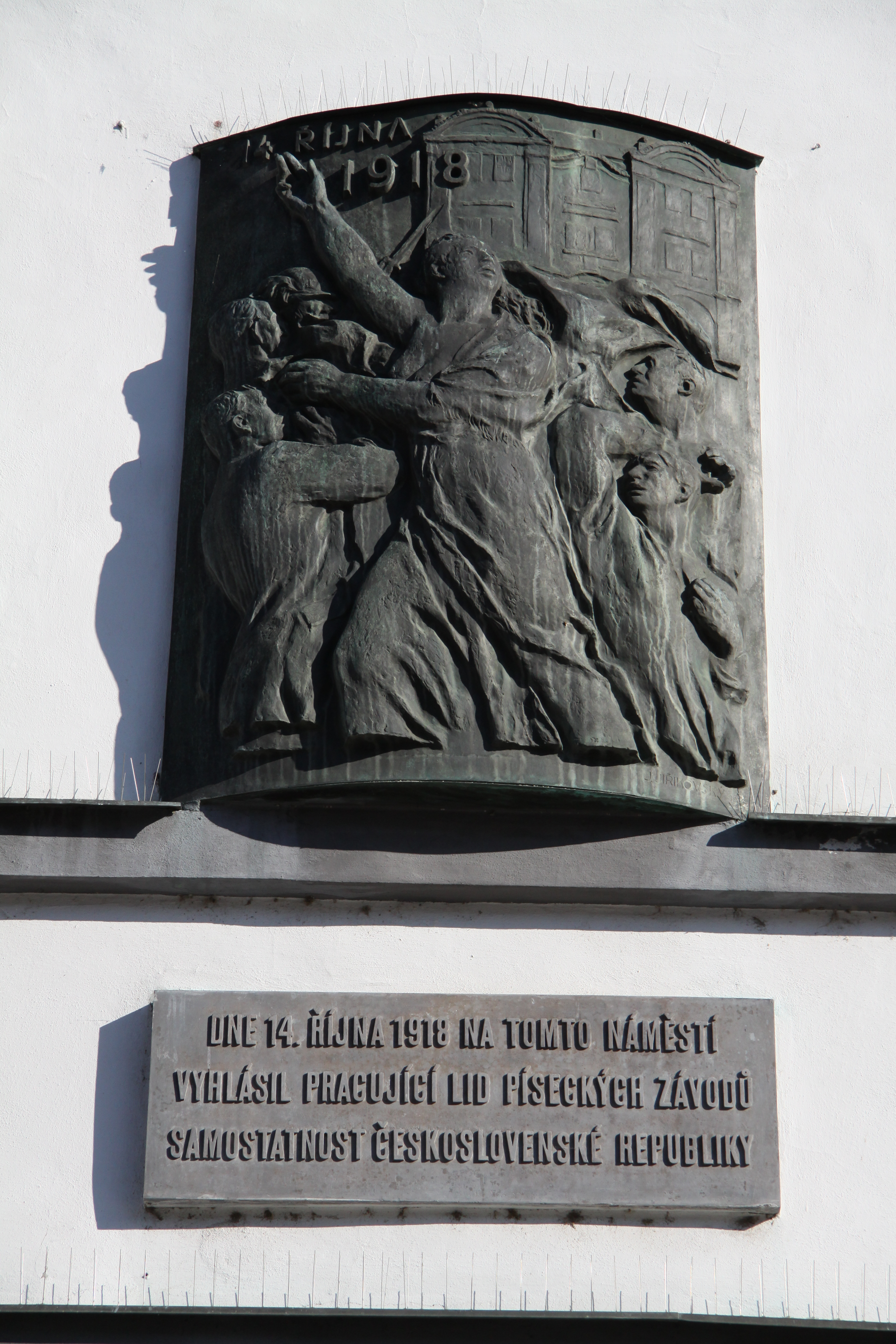
Pamětní deska události na jednom z domů na Velkém náměstí v Písku

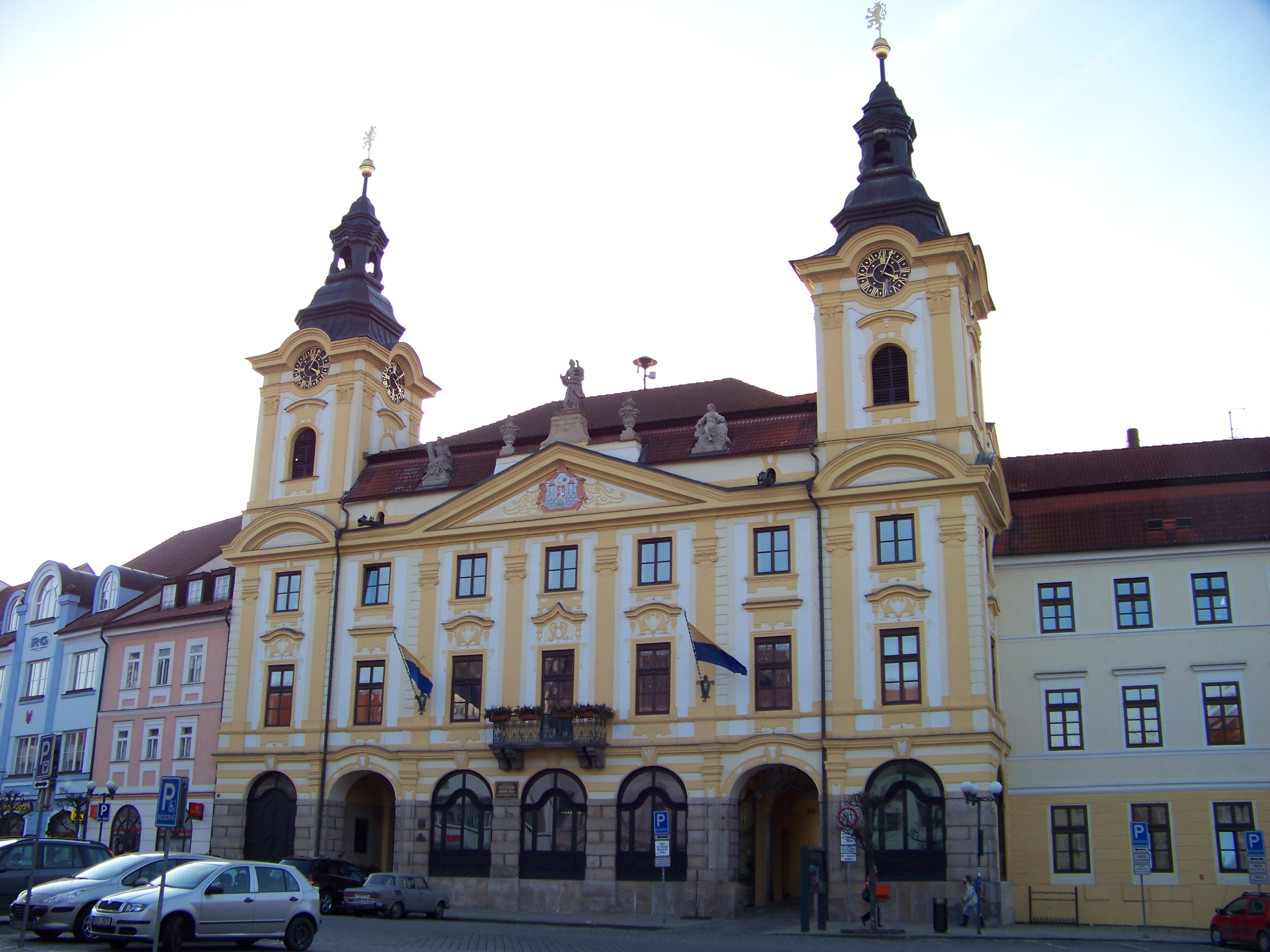
Budova radnice v Písku, dříve budova okresního hejtmanství, kterou protestující vyrabovali.

Vyhlášení republiky v Písku se uskutečnilo dne 14. října 1918. V jihočeském městě byla československá republika vyhlášena o 14 dní dříve než na zbytku Čech a Moravy. 
Vzhledem ke katastrofální situaci Rakousko-Uherska na bojištích, chronickým problémům se zásobováním a neustálému hladu byla nálada na území mocnářství výbušná. Obavy posílila rovněž i blížící se zima. Generální stávka ve všech českých městech, která byla plánována na 14. října 1918, měla skutečně přinést i vyhlášení republiky, nicméně tento záměr byl rakousko-uherským orgánům omylem vyzrazen, a proto bylo organizátory od ní upuštěno. Nakonec pouze v Praze a dalších městech stávkovali lidé jen proti zásobování fronty, vyvážení potravin z Čech a Moravy a široce rozšířenému hladu. V Písku probíhaly již po nějakou dobu demonstrace za lepší zásobování potravinami a proti jejich vývozu z Čech.

## Průběh
V neděli 13. října 1918 byla na večerním představení v píseckém divadle rozšířena zpráva, že v souvislosti s chystanou generální stávkou se uskuteční následujícího dne shromáždění na píseckém Velkém náměstí. 
Stávka dne 14. října 1918 proti vývozu potravin z českých zemí byla v režii Socialistické rady, kterou tvořili předáci Českoslovanské strany sociálně demokratické a České strany národně sociální. Národní výbor československý se však o plánovaném kroku levice dozvěděl jen náhodou v podvečer 13. října a Alois Rašín prohlásil akci za „nezodpovědné hazardérství s životy obyvatel“ a také za hanebnou zradu, kterou sociálnědemokratickému předákovi Františku Soukupovi následně vytkl, protože očekával krveprolití. Soukup se vymlouval, že akce je dílem radikálního křídla sociální demokracie vedeného Bohumírem Šmeralem, a nakonec slíbil, že se Československo vyhlašovat nebude. Na řadě míst byla mezitím na 14. října svolána veřejná shromáždění. 
Redaktor František Hanzlíček, který byl do Písku vyslán, nicméně o změnách plánu z Prahy nebyl informován, a tak na Velkém náměstí oznámil shromážděným pěti tisícům občanů, že byla v Praze republika skutečně vyhlášena. Po nějakou dobu se lidé pokoušel zprávu ověřit, nicméně neúspěšně, zprvu se rozšířila zpráva, že se jednalo o socialistickou republiku. Lidé poté zpívali písně Kde domov můj a Hej Slované. 
Lidé následně začali realizovat státní převrat se vším všudy: strháváním symbolů Rakousko-Uherska, vyvěšováním červenobílých národních vlajek, vojáci odmítli poslušnost svým velitelům. Dav vtrhl do budovy okresního hejtmanství (dnes budova písecké radnice), odkud odnesl rakousko-uherské vlajky a portrét císaře. Byly dokonce zasazeny i tři lípy svobody. Zprávy se rozšířily do okolních měst  (až do Strakonic, Vodňan, Protivína a Bavorova) nadšení občané však byli zastaveni poté, co z Prahy přišla zpráva, že republika vyhlášena nebyla. V několika dalších českých i moravských městech se zpráva, že byla republika vyhlášena, roznesla také, nicméně byla potlačena rychleji než v Písku. Od písecké akce se distancoval Národní výbor československý i místní úřady.
Vyhlášení převratu bylo předčasné a vojáci se vrátili do kasáren. Z Plzně přijela 15. října v časných ranních hodinách jednotka uherských vojáků pod velením generála Regniera, kteří místo zajistili, a vyšetřovací komise případ začala řešilt, nicméně velice liknavě. Několik lidí bylo zatčeno, včetně Hanzlíčka byli mezi nimi také radní města Písku a tehdejší starosta Špirhanzl, a uvězněno v budově píseckého okresního soudu. Hanzlíček a Špirhanzl figurovali v případu jako strůjci celého dění, Špirhanzl byl posléze osvobozen po zaplacení pokuty 100 korun. Vyšetřování však bylo po dvou týdnech ukončeno, neboť již 28. října byla republika řádně vyhlášena. Hanzlíček, propuštěný z píseckého vězení ráno 29. října, se tak stal jedním z posledních politických vězňů propuštěných po vzniku ČSR.

## Situace v dalších městech
Před 28. říjnem byla vyhlášena československá republika i v dalších městech, například v Chocni a Jindřichově Hradci. V Ostravě byla vyhlášena dne 15. října 1918, převážně sociálně-demokratiční řečníci zde vyhlásili svobodný československý stát, který bude organizovaný dle socialistických zásad a byl řečníky označen jako Československá socialistická republika. Když se později řečníci z Ostravy dozvěděli, že vznik republiky se „prozatím odkládá“, bylo vyhlášení samostatného státu zase odvoláno.
V roce 1925 při projednávání zákona o svátcích a památných dnech komunistický poslanec parlamentu Edmund Burian navrhl, aby byl svátek 28. října zrušen a nahrazen Dnem generální stávky za Československou socialistickou republiku, který by se slavil 14. října. K návrhu na přesun svátku se komunisté několikrát vrátili i po roce 1948. V knize Dokumenty moderní doby, kterou vydal Státní ústřední archiv v Praze roku 1978, se psalo, že pracující vyhlásili u nás republiku o 14 dní dříve, než se k tomu odhodlala česká buržoazie.